# Delphinium macropetalum
Delphinium macropetalum är en ranunkelväxtart som beskrevs av Dc.. Delphinium macropetalum ingår i släktet storriddarsporrar, och familjen ranunkelväxter. Inga underarter finns listade i Catalogue of Life.